# أيزو 3166-2:BF

توحيد القياسي

أيزو 31166-2:BF هو الجزء المخصص لدولة بوركينا فاسو في أيزو 3166-2، وهو جزء من معيار أيزو 3166 الذي نشرته المنظمة الدولية للتوحيد القياسي (أيزو)، والذي يُعرف رموز لأسماء التقسيمات الرئيسية (مثل الأقاليم، الجهات، المقاطعات أو الولايات) من جميع البلدان في ترميز أيزو 3166-1.
يتكون كل رمز من جزئين مفصولين بواصلة. الجزء الأول هو BF، وهو رمز وأيزو 3166-1 حرفي 2 للبلد. أما الجزء الثاني فهو عبارة عن حرفين.

## الرموز الحالية
| الرمز | التقسيم                            |
| ----- | ---------------------------------- |
| BF-01 | بوكل دو موهون                      |
| BF-02 | كاسكاديس                           |
| BF-03 | Centre                             |
| BF-04 | Centre-Est                         |
| BF-05 | الإقليم الوسط شمالي (بوركينا فاسو) |
| BF-06 | وسط كويست ‏                         |
| BF-07 | الوسط الجنوبي ‏                     |
| BF-08 | الشرقي ‏                            |
| BF-09 | Hauts-Bassins                      |
| BF-10 | المنطقة الشمالية (بوركينا فاسو)    |
| BF-11 | الهضبة الوسطى ‏                     |
| BF-12 | الساحل ‏                            |
| BF-13 | Sud-Ouest                          |